# تانسيفت (نهر)
تانسيفت أو واد تانسيفت هو نهر يعبر هضبة الحوز في الشمال الغربي للمغرب طوله 250 كلم. ينبع تانسيفت من شرق الأطلس الكبير، و يمر شمال تيزي نتيشكة. كما يمر بالقرب من مدينة مراكش. يصب في المحيط الأطلسي قرب القلعة القديمة في الصويرة القديمة، حوالي 33 كيلومترا جنوب مدينة آسفي. يتغير تدفق المياه فيه وفقا لهطول الأمطار ولصبيب أنهاره الرافدة الرئيسية، ويُعد واحدا من أكبر عشرة أنهار في المغرب.

## الحوض المائي
تبلغ مساحة الحوض المائي لنهر تانسيفت 20 ألف كلم² وتزوده بالمياه ثلاثة أنهار رافدة رئيسية: أوريكا وواد شيشاوة وواد النفيس.
تبلغ مساحة الحوض المائي للنهر 18400 كلم² وتصل إلى 20 ألف كلم² باحتساب أحواض الأنهار الرافدة. يبلغ متوسط الصبيب السنوي للنهر 73.9 مترا مكعبا في الثانية.